# نفخ
نفخ تجمع گاز در دستگاه گوارش است که با آماسیدن و بادکردن شکم، احساس‌پری و فشار در شکم پس از غذاخوردن و آروغ زدن مشخص می‌شود. نفخ از نشانه‌های بلع هوا به همراه غذا است و معمولاً بر اثر خوردن برخی غذاها که بادزا و نفخ‌آورند پدید می‌آید. از جمله بیشترین مواد نفخ را می‌توان به برخی حبوبات مانند نخود، لوبیا، عدس و غذاهای فست فود نظیر پیتزا، کالباس، سوسیس و همچنین کسانی که معدهٔ ضعیفی دارند برخی سس‌ها هم می‌توانند باعث نفخ گردند.

## علل ایجاد نفخ
دو مورد در تولید نفخ مؤثر می‌باشند. یکی بلعیدن هوا و دیگری گاز ناشی از تجزیه غذای هضم نشده. در مورد اول بلعیدن هوا باعث جمع شدن گاز درون معده می‌شود و می‌تواند به خاطر تند غذا خوردن یا نجویدن درست غذا رخ دهد و در حالت دوم بدن بعضی از قندها را در روده باریک هضم نمی‌کند و این مواد در روده بزرگ با برخی باکتری‌های بی‌ضرر واکنش داده و باعث ایجاد گاز می‌شوند

## درمان
باد شکم یکی از گرفتاری‌های شایع گوارشی در افراد می‌باشد، به‌طوری که گفته می‌شود در حدود ۴۰٪ از افراد در سنین ۸۰–۴۵ سالگی دچار اتساع شکم به دنبال نفخ می‌شوند. درمان‌های خانگی زیادی برای برطرف نمودن نفخ هست که اکثراً درمان با گیاهان دارویی نظیر عرق نعنا و کاسنی و همچنین خوردن لبنیاتی که بدون لاکتوز بوده و برای معده مشکلی به‌وجود نمی‌آورند. اقدامات درمانی متنوعی همچون تجویز داروهای شیمیایی و تغییرات رژیم غذایی (کاهش مصرف حبوبات، تخم مرغ، آش، حلیم و کاهش مصرف میوه و سبزیجات خام) برای بهبود افراد دچار باد شکم انجام می‌گیرد. گاهی نیز از داروهایی مانند قرص دایمتیکون استفاده می‌شود. از سوی دیگر داروهای گیاهی مانند خانواده نعناع (Laminaceae)، کارمینت و کارمیناتیف کاربرد دارند. کسانی که غذا را تند می‌خورند و نمی‌جوند بیشتر دچار نفخ شکم می‌شوند و حالت سنگینی و خمیری را بعد از صرف غذا در خود احساس می‌کنند، بطوریکه دردی مبهم از پایین جناغ تا بالای مثانه و دو طرف کلیه پیچیده می‌گردد که با دفع باد شکم از راه مقعد یا آروغ زدن برطرف می‌گردد. علاوه بر تندخوری و نجویدن غذا، پرخوری، بدخوری و زیاد نوشی هم این عارضه را ایجاد می‌کند. نوشیدن دم‌کرده سنبل طیب می‌تواند به درمان شکم و روده‌ها کمک کند، باید بیست گرم تخم یا برگ سنبل طیب  را در یک نیم لیتر آب ریخته و حدوداً ۲ساعت در یخچال نگهداری گردد و سپس آنرا دم کنید و یک فنجان از آن را پیش از هر وعده غذا بنوشید. این را هم در نظر داشته باشید که هر عارضه ساده گوارشی خبر از بیماری نهفته‌ای می‌دهد که شما از آن اطلاع ندارید، پس برای پیشگیری از عارضه‌های بعدی حتماً در ماه یکبار آزمایش چکاپ کامل گوارشی را انجام دهید.

## خوراکی‌هایی که نباید خورد
1. آدامس
2. نوشابه گازدار
3. مواد فیبردار (مثل: کلم، کاهو، حبوبات)
4. سیر
5. چای
6. ذرت
7. پیاز
8. آلو[۲][۳]
9. لبنیات
10. کشمش
11. جوانه گندم
12. موز
13. کرفس
14. حبوبات (نخود و لوبیا)
15. مرکبات
16. بادمجان
17. سیب زمینی[۴]